# Piotr Tselebrovski
Piotr Tselebrovski (en russe : Целебровский, Пётр Иванович) (18 juin 1859) à Ariofino, Oblast de Nijni Novgorod —10 mai 1921, à Jigouli, Oblast de Samara est un peintre russe de paysages, de personnages, de scènes historiques.  

## Biographie
Piotr Tselebrovski est né dans le petit village d'Ariofino dans le district de la ville de Mourom, gouvernement de Vladimir; au sein d'une famille d'ecclésiastiques. En raison d'un fort bégaiement (après une frayeur soudaine du feu à l'âge de 5 ans), il devient de caractère très renfermé. Depuis l'enfance, il s'intéresse aux livres, aux gravures, au dessin. Très jeune il commence à dessiner au crayon et au fusain. 
Il étudie à l'École de peinture, de sculpture et d'architecture de Moscou puis à partir de 1881 jusqu'en 1888 à l'Académie russe des beaux-arts de Saint-Pétersbourg où il s'intéresse à la peinture historique.
Il produit des illustrations pour des revues mais retourne souvent en vacances chez son père dans son village pour y chercher de nouvelles inspirations artistiques en menant une vie simple, dans la nature au milieu des paysans.
En 1883, 1884 et 1885 il reçoit quatre médailles d'argent. En 1888 il reçoit un titre académique pour son tableau «Socrate dans sa prison discourt avant de mourir », qui fut récompensé par deux médailles d'or (la toile se trouve au Musée d'État des beaux-arts de Nijni Novgorod). Dans cette toile, l'artiste a représenté Socrate à la dernière heure de sa vie, entouré de ses disciples et de ses proches quand on lui apporte la tasse de poison mortel. 
Le 4 novembre 1888, en terminant ses études à l'Académie russe des beaux-arts il obtient une bourse de la Société impériale d'encouragement des beaux-arts pour partir étudier à l'étranger. Mais Tselebrovski préféra retourner dans la région de Mourom pour améliorer son art.

## Œuvre
De 1888 à 1890 il travaille dans un artel d'artistes à Saint-Pétersbourg et participe à la peinture murale d'une église dans le Gouvernement de Tver.
De 1891 à 1892 il collabore à la revue « Niva ». En compagnie de deux autres artistes, membres de l'académie et natifs de la ville de Mourom il se lance dans la création photographique et tente de créer un atelier de photographe dans la ville. L'entreprise échoue et les amis peintres se consacrent à la peinture des églises de Mourom (églises de Smolensk, de la Résurrection, de l'Annonciation, toutes à Mourom).
Ses expériences de la vie rurale étant enfant et ses années de travail dans la ville provinciale de Mourom ont permis à l'artiste de découvrir le fond de l'âme paysanne. La vie et le travail des petits fermiers ont profondément marqué son œuvre. Les héros de Tselebrovski sont toujours d'origine paysanne : « Le semeur », « Bénédiction de la mariée », « Au labour », « Les vieux », « Conversation paysanne », « La tonte », « Le vieil homme à la charue », « Mauvaises nouvelles ».
|                                 |                        |                 |                        |           |
| Le semeur de Piotr Tselebrovski | Barges devant la glace | Hiver sur l'Oka | À deux dans la prairie | Au labour |

L'écrivain N. K. Nekrasov petit-neveu du grand poète russe demanda à Tselebrovski d'illustrer d'œuvres de Tselebrovski son livre « Sur leurs traces, sur leurs routes », dédié à Nikolaï Nekrassov. 
Le grand poète russe Andreï Voznessenski(1933-2010), dans son poème « Andreï Polisadov » (1979) a fait l'éloge de Tselebrovski pour recréer cette image de son grand-père, acteur de la vie spirituelle russe au {s-|XIX|e}, originaire de Géorgie, archimandrite de la cathédrale de l'Annonciation à Mourom (dont Tselebrovski peignit les murs).
Tselebrovski participe à la première exposition des artistes de Mourom. Son tableau « le Semeur» a servi de modèle pour l'image du paysan sur les premiers billets de banque de l'État soviétique. 
Parmi ses sujets historiques on trouve encore la toile: « Priam supplie Achille de lui rendre le corps d'Hector ».

## Activités pédagogiques

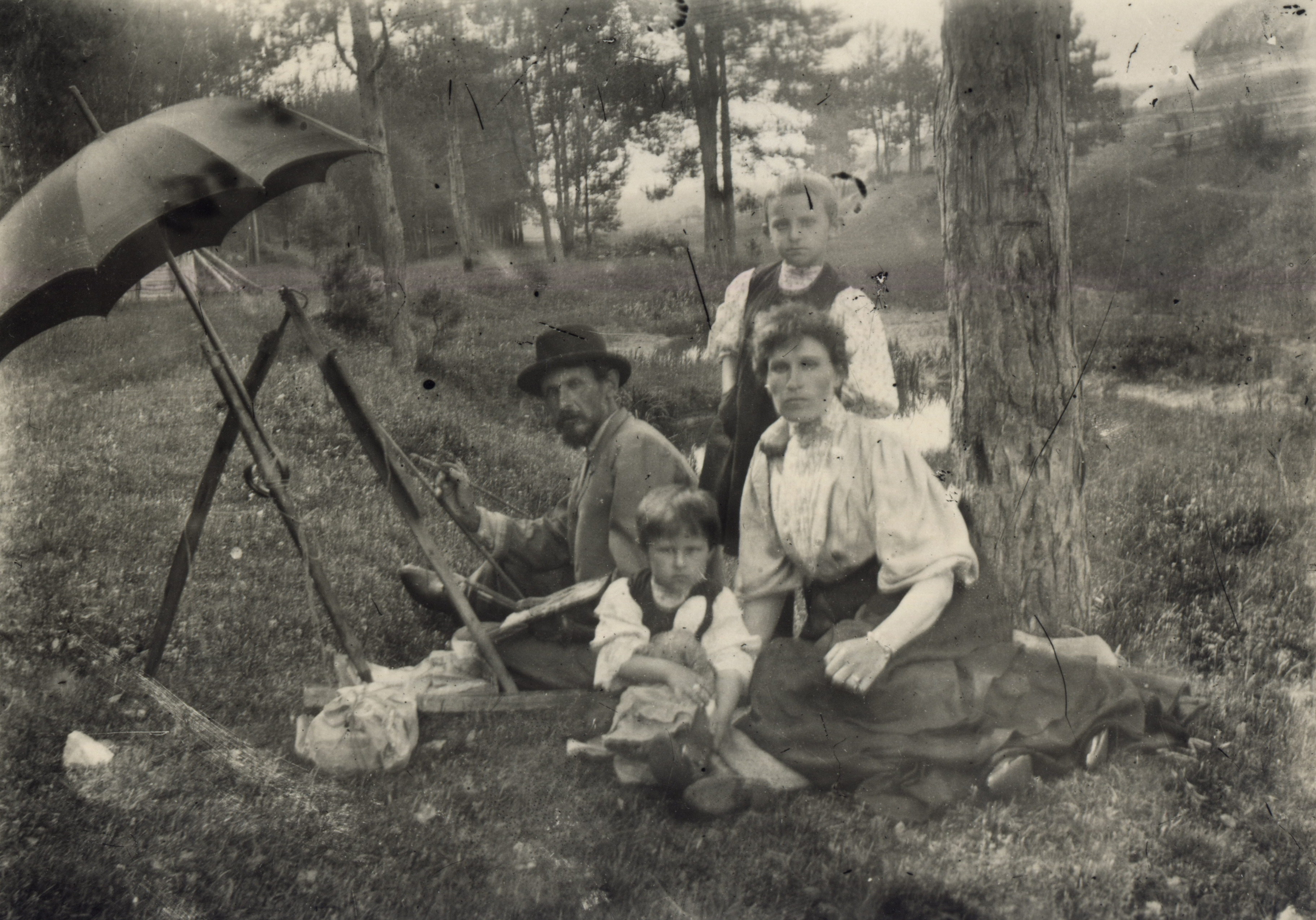
Photo de 1907-1909 (?) Tselebrovski peignant en famille.

Tselebrovski est également représentant de la famille des grands pédagogues en Russie.
De 1892 à 1918 il travaille comme professeur d'art à l'école des filles de Mourom tout en se consacrant en même temps à la peinture murale dans les églises orthodoxes de la région. Il est plusieurs fois honoré par l'État pour ses fonctions. À Mourom, il vivait rue de la Fabrique (actuellement rue d'octobre), puis dans un appartement entre la rue Lénine et la rue Tolstoï 
En 1918 et 1919, ensemble avec son ami le peintre Ivan Koulikov (1875-1941) également originaire de la ville de Mourom, ils organisent des cours de dessin et de peinture dans les écoles de Mourom.
En 1920 fuyant la famine qui règne dans la région, il part dans le village de Jigouli dans la province de Samara où il travaille comme professeur de dessin dans des écoles primaires.
Il meurt à Jigouli, le 10 mai 1921 d'une pneumonie.

## Source de la traduction
- (ru) Cet article est partiellement ou en totalité issu de l’article de Wikipédia en russe intitulé « Целебровский, Пётр Иванович » (voir la liste des auteurs).